# Maestro Zezinho
José Batista da Silva Junior, mais conhecido como Maestro Zezinho (Pernambuco, 1932 — São Paulo, 23 de dezembro de 2010) foi um maestro brasileiro.
Era o maestro e o responsável pela produção musical dos programas Show de Calouros e Qual É a Música? ambos comandados pelo apresentador Silvio Santos no SBT. Também trabalhou na Record, no programa Show do Tom.